# Derrick Smith
Derrick Smith, född 18 september 1965, är en kanadensisk före detta professionell ishockeyforward som tillbringade tio säsonger i den nordamerikanska ishockeyligan National Hockey League (NHL), där han spelade för ishockeyorganisationerna Philadelphia Flyers, Minnesota North Stars och Dallas Stars. Han producerade 174 poäng (82 mål och 92 assists) samt drog på sig 373 utvisningsminuter på 537 grundspelsmatcher. Smith spelade även för Baton Rouge Kingfish i East Coast Hockey League (ECHL); Kalamazoo Wings och Michigan K-Wings i International Hockey League (IHL) och Peterborough Petes i Ontario Hockey League (OHL).
Han draftades av Philadelphia Flyers i tredje rundan i 1983 års draft som 44:e spelare totalt.
Smith är far till ishockeyspelaren Dalton Smith som spelar inom organisationen för Buffalo Sabres. Han är också svåger till Keith Primeau och Wayne Primeau och svärfarbror till Cayden Primeau.

## Statistik
| 1981–1982   | Wexford Raiders       | OPJAHL      | 45  | 35  | 47  | 82  | 40  | —  | — | —  | —  | —  |
| 1982–1983   | Peterborough Petes    | OHL         | 70  | 16  | 19  | 35  | 47  | —  | — | —  | —  | —  |
| 1983–1984   | Peterborough Petes    | OHL         | 70  | 30  | 36  | 66  | 31  | 8  | 4 | 4  | 8  | 7  |
| 1984–1985   | Philadelphia Flyers   | NHL         | 77  | 17  | 22  | 39  | 2§  | 19 | 2 | 5  | 7  | 16 |
| 1985–1986   | Philadelphia Flyers   | NHL         | 69  | 6   | 6   | 12  | 57  | 4  | 0 | 0  | 0  | 10 |
| 1986–1987   | Philadelphia Flyers   | NHL         | 71  | 11  | 21  | 32  | 34  | 26 | 6 | 4  | 10 | 26 |
| 1987–1988   | Philadelphia Flyers   | NHL         | 76  | 16  | 8   | 24  | 104 | 7  | 0 | 0  | 0  | 6  |
| 1988–1989   | Philadelphia Flyers   | NHL         | 76  | 16  | 14  | 30  | 43  | 19 | 5 | 2  | 7  | 12 |
| 1989–1990   | Philadelphia Flyers   | NHL         | 55  | 3   | 6   | 9   | 32  | —  | — | —  | —  | —  |
| 1990–1991   | Philadelphia Flyers   | NHL         | 72  | 11  | 10  | 21  | 37  | —  | — | —  | —  | —  |
| 1991–1992   | Minnesota North Stars | NHL         | 33  | 2   | 4   | 6   | 33  | 7  | 1 | 0  | 1  | 9  |
|             | Kalamazoo Wings       | IHL         | 6   | 1   | 5   | 6   | 4   | —  | — | —  | —  | —  |
| 1992–1993   | Minnesota North Stars | NHL         | 9   | 0   | 1   | 1   | 2   | —  | — | —  | —  | —  |
|             | Kalamazoo Wings       | IHL         | 52  | 22  | 13  | 35  | 43  | —  | — | —  | —  | —  |
| 1993–1994   | Dallas Stars          | NHL         | 1   | 0   | 0   | 0   | 0   | —  | — | —  | —  | —  |
|             | Kalamazoo Wings       | IHL         | 77  | 44  | 37  | 81  | 90  | 5  | 0 | 0  | 0  | 0  |
| 1994–1995   | Kalamazoo Wings       | IHL         | 68  | 30  | 21  | 51  | 103 | 16 | 3 | 8  | 11 | 8  |
| 1995–1996   | Michigan K-Wings      | IHL         | 69  | 15  | 26  | 41  | 79  | 10 | 4 | 3  | 7  | 16 |
| 1996–1997   | Michigan K-Wings      | IHL         | 68  | 8   | 21  | 29  | 55  | 4  | 1 | 0  | 1  | 16 |
| 1997–1998   | Michigan K-Wings      | IHL         | 64  | 15  | 26  | 41  | 39  | 4  | 1 | 1  | 2  | 2  |
| 1998–1999   | Baton Rouge Kingfish  | ECHL        | 6   | 3   | 7   | 10  | 9   | 6  | 0 | 0  | 0  | 0  |
| NHL totalt  | NHL totalt            | NHL totalt  | 596 | 115 | 122 | 237 | 225 | 50 | 5 | 12 | 17 | 10 |
| AHL totalt  | AHL totalt            | AHL totalt  | 65  | 23  | 28  | 51  | 56  | 12 | 4 | 4  | 8  | 8  |
| NCAA totalt | NCAA totalt           | NCAA totalt | 123 | 51  | 50  | 101 | 64  | —  | — | —  | —  | —  |